# کیتا هیداکا
کیتا هیداکا (انگلیسی: Keita Hidaka؛ زادهٔ ۱۹ فوریهٔ ۱۹۹۰) بازیکن فوتبال اهل ژاپن است.